# 흥덕 장씨
흥덕 장씨(興德張氏)는 전북특별자치도 고창군 흥덕면을 본관으로 하는 한국의 성씨이다. 시조 장유(張儒)의 아들 장연우(張延祐)가 1015년(고려 현종 6년) 호부상서(戶部尙書)에 이르렀다.

## 역사
흥덕 장씨(興德 張氏)의 시조 장유(張儒)는 후백제 영주(瀛州; 현재의 전라북도 고창군) 상질현(尙質縣; 현재의 흥덕면) 출신으로 고려시대에 광평시랑(廣評侍郞)을 지냈다. 그는 후삼국 시대 난을 피해 오월(吳越)로 피난갔다가 중국어를 배운 뒤, 고려 태조가 삼국을 통일한 뒤에 환국하여 광종 때 예빈성(禮賓省)에 있으면서 중국 사신을 접대하는 일을 전담하였다.
장유의 아들 장연우(張延祐)는 고려 현종 때 거란군이 침입해오자 왕을 호종하였고, 중추원사(中樞院事), 호부상서(戶部尙書)를 역임하였으며, 뒤에 상서우복야(尙書右僕射)에 추증되었다.
시조 장유가 성장한 상질현이 흥성(興城)으로 바뀌고, 그의 6대손 장기(張機)가 흥산군(興山君)에 봉해졌다. 흥성이 흥덕(興德)으로 개칭되어 흥덕을 본관으로 하여 세계를 이어오고 있다.

## 분파
▲시중공파(侍中公派) ▲둔암공파(遯菴公派) ▲중직공파(中直公派) ▲직장공파(直長公派) ▲참봉공파(參奉公派) ▲야우공파(野憂公派) ▲송정공파(松亭公派) ▲진사공파(進士公派) ▲사성공파(司成公派) ▲경력공파(經歷公派) ▲서윤공파(庶尹公派) ▲사직공파(司直公派) ▲현령공파(縣令公派) ▲좌랑공파(佐郞公派) ▲사과공파(司果公派) ▲부장공파(部將公派) ▲감사공파(監司公派) ▲제주파(濟州派) ▲곡성파(谷城派) ▲주부공파(主簿公派) ▲돈암공파(豚庵公派) ▲기장공파(機張公派) ▲참군공파(參軍公派) ▲판서공파(判書公派) ▲문간공파(文間公派)

### 나주 장씨
흥덕장씨(興德張氏) 시조 장유(張儒)의 22세손인 장세동(張世東)이 조선 인조(仁祖) 때 가선대부(嘉善大夫)를 지내고, 세거지인 나주(羅州)를 본관으로 삼아 나주 장씨(羅州張氏)로 분관하였다.

## 본관
흥덕(興德)은 전북특별자치도 고창군(高敞郡) 흥덕면 일대에 위치하는 지명이다. 백제 때에는 상칠현(上漆縣：上村縣)이라 하다가 757년(신라 경덕왕 16)에 상질현(尙質縣)으로 고쳐 고부군(高阜郡)의 관할이 되었다. 1018년(고려 현종 9) 이후 장덕현(章德縣：昌德)으로 고쳐서 감무를 두고 고창을 겸해 다스리게 하였다가 1308년(충선왕 1) 흥덕으로 바꾸었다. 1401년(태종 1) 고창현을 분리하고 흥덕현으로 독립하였으며, 흥성현 이라고도 하였다. 1895년(고종 32) 지방제도 개정으로 전주부 흥덕군이 되었고, 1896년 전라남도 흥덕군이 되었다. 1914년 군면 폐합으로 흥덕면으로 축소되어, 고창군에 통합되었다.

## 인물
- 장연우(張延祐, 954 ~ 1015) : 2차 여요전쟁 때 공을 세웠으며 이후 호부상서로 임명되었다.
- 장윤화(張允和, ? ~ 1422년) : 1388년(고려 우왕 14) 문과에 급제하여 병조참의 등을 거쳐 1419년(조선 세종 1년) 이조참의를 역임하고, 1420년 전라도관찰사에 임명되었다.
- 장경세(張經世, 1547년 ~ 1615년) : 전라도 남원 출신. 1589년(선조 22) 증광문과(增廣文科)에 병과로 급제하여 교서관저작을 거쳐 1593년(선조 26) 공주제독관을 지냈으며 승문원박사를 역임했다. 이어 공조·예조의 좌랑을 거쳐 전라도도사로 부임했다가 1602년(선조 35)에는 노모를 모시기 위하여 금구현령을 자청했다. 이듬해에 관직을 그만두고 「정부사(征婦詞)」·「상사곡(相思曲)」·「유선사(遊仙詞)」·「강호연군가(江湖戀君歌)」 등의 시문을 남겼다. 저서로 『사촌집(沙村集)』이 있다. 남원의 주암서원(舟巖書院)에 제향됐다.
- 장녹수(張綠水) : 연산군의 후궁
- 장지량(張志良, 1924년 ~ 2015년) : 제9대 공군참모총장
- 장명선(張明善, 1933년 ~ 2021년) : 제5대 호남대학교 총장, 외환은행장
- 장영달(張永達, 1948년 ~ ) : 제14대~17대 국회의원, 열린우리당 원내대표
- 장태평(張太平, 1949년 ~ ) : 제2대 농림수산식품부 장관. 제33대 한국마사회 회장.
- 장동열(張東烈, 1949년 ~ ) : 前 호반건설 사장
- 장대환(張大煥, 1952년 ~ ) : 매일경제신문 대표이사 회장, 국무총리 서리
- 장병완(張秉浣, 1952년 ~ ) : 제7대 기획예산처 장관. 제18·19·20대 국회의원.

## 과거 급제자
흥덕 장씨는 조선시대 문과 급제자 14명을 배출하였다.
고려 문과
장윤화(張允和)
문과
장건(張健) 장경세(張經世) 장계숙(張季叔) 장근지(張謹止) 장세문(張世文)
장용한(張用漢) 장우(張佑) 장우구(張宇龜) 장응량(張應樑) 장이길(張以吉)
장인신(張鄰臣) 장인택(張仁澤) 장현경(張顯慶) 장희성(張希聖)
무과
장대하(張大河) 장사식(張師栻) 장석(張) 장우엽(張宇燁)
생원시
장경세(張經世) 장논(張惀) 장달화(張達璍) 장복길(張復吉) 장세청(張世淸)
장억(張檍) 장운항(張運恒) 장이길(張以吉) 장질(張晊) 장책(張㥽)
장희(張暿)
진사시
장경관(張景觀) 장복환(張復煥) 장업(張𢢜) 장유환(張猷煥) 장지(張智)
장창운(張昌運) 장현규(張顯奎) 장환(張㬇) 장희성(張希聖)

## 조선 왕실과의 인척 관계
- 연산군 궁 숙용 장씨

## 항렬자
19世 진(鎭) 석(錫) 전(銓), 20世 순(淳) 택(澤), 21世 식(植) 주(柱) 근(根) 병(柄), 22世 열(烈) 환(煥) 준(焌) 희(熙) 엽(燁), 23世 규(圭) 규(奎) 재(在) 균(均) 곤(坤), 24世 호(鎬) 영(鍈) 용(鏞) 종(鍾) 현(鉉), 25世 수(洙) 호(浩) 해(海), 26世 환(桓) 동(東), 27世 훈(勳) 연(然), 28世 교(敎) 중(重), 29世 수(銖) 련(鍊)

## 집성촌
- 전북특별자치도 남원시 대강면 생암리
- 전북특별자치도 정읍시 소성면 중광리
- 전라남도 장흥군 유치면 반월리
- 전라남도 곡성군 곡성읍 구원리
- 전라남도 곡성군 곡성읍 장선리
- 전북특별자치도 장수군 번암면 노단리
- 전북특별자치도 부안군 변산면 격포리
- 전라남도 영광군 법성면 월산리
- 전라남도 화순군 북면 길성리
- 전북특별자치도 부안군 진서면 석포리 원암
- 전북특별자치도 남원시 대산면 왈길 부락

## 인구
- 1985년 8,837가구 37,691명
- 2000년 14,023가구 44,705명
- 2015년 흥덕 장씨 37,423명 + 흥성 장씨 21,973명 = 59,396명

## 문화재
- 광주 만귀정(光州 晩歸亭) - 광주광역시의 문화재자료 제5호